# Diaphus fragilis
Diaphus fragilis és una espècie de peix de la família dels mictòfids i de l'ordre dels mictofiformes.

## Morfologia
- Els mascles poden assolir 9,9 cm de longitud total.[3][4]

## Reproducció
Assoleix la maduresa sexual quan arriba als 7,3 cm de longitud.

## Depredadors
A les Filipines és depredat per Lagenodelphis hosei i Stenella longirostris.

## Hàbitat
És un peix marí i d'aigües profundes que viu entre 15-1313 m de fondària.

## Distribució geogràfica
Es troba a les aigües tropicals dels oceans Atlàntic, Índic i Pacífic. També és present al Mar de la Xina Meridional.